# حزب التضامن السنغالي
كان حزب التضامن السنغالي حزب إسلامي محافظي سياسي في السنغال. وقد تشكلت قبل أنتخابات عام 1959. قادة الحزب كانوا إبراهيم سيدو نداو ، الشيخ تيديان سي ، وعمر ديوب. تم حل الحزب بعد الانتخابات.